# مسابقه آواز یوروویژن ۱۹۹۷
مسابقه آواز یوروویژن ۱۹۹۷ ۴۲مین دوره از مسابقات آواز یوروویژن بود که در Point Theatre، دوبلین، Ireland برگزار شد.